# Nikolai Iwanowitsch Ilminski

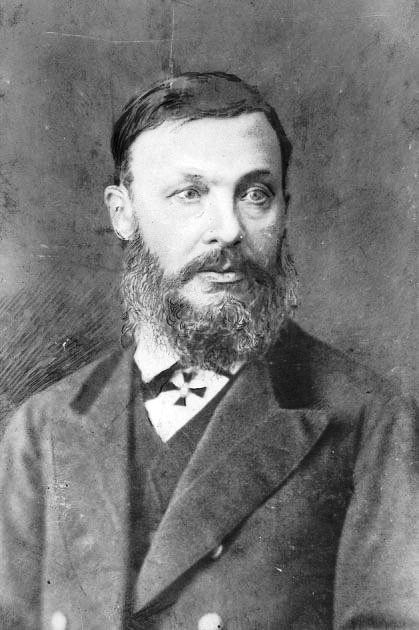
Nikolai Ilminski

Nikolai Iwanowitsch Ilminski (russisch Николай Иванович Ильминский; * 23. Apriljul. / 5. Mai 1822greg. in Pensa; † 27. Dezember 1891jul. / 8. Januar 1892greg. in Kasan) war ein russischer Turkologe und Professor für Turksprachen an der Universität Kasan (Russland).